# Bayburt (Provinz)
Bayburt ist eine Provinz der Türkei mit der gleichnamigen Hauptstadt Bayburt.
Die Provinz hat 81.910 Einwohner (Stand Ende 2020) auf einer Fläche von 3746 km². Sie grenzt im Westen an die Provinz Gümüşhane, im Osten an Erzurum, im Norden an Trabzon und Rize und im Süden an Erzincan. Bayburt ist erst seit dem 21. Juni 1989 eine eigenständige Provinz. Von 1923 bis 1989 war sie Teil der Provinz Gümüşhane.
In der Provinz Bayburt befand sich das armenische Varzahan-Kloster (Uğrak Kiliseleri).

## Verwaltungsgliederung
Die Provinz ist in drei Landkreise (auch Bezirke, İlçe) gegliedert:
| Kreis- code 1   | Landkreis       | Fläche 2 (km²) | Bevölkerung (2020) 3 | Bevölkerung (2020) 3       | Anzahl der Einheiten   | Anzahl der Einheiten  | Anzahl der Einheiten | Dichte (Ew./km²) | städt. Anteil (in %) | Sex Ratio 4 | Grün- dungs- da- tum 5, 6 |
| Kreis- code 1   | Landkreis       | Fläche 2 (km²) | Landkreis (İlçe)     | Verwal- tungssitz (Merkez) | Gemein- den (Belediye) | Stadt- viertel (Mah.) | Dörfer (Köy)         | Dichte (Ew./km²) | städt. Anteil (in %) | Sex Ratio 4 | Grün- dungs- da- tum 5, 6 |
| --------------- | --------------- | -------------- | -------------------- | -------------------------- | ---------------------- | --------------------- | -------------------- | ---------------- | -------------------- | ----------- | ------------------------- |
| 1767            | Aydıntepe       | 446            | 6.434                | 3.240                      | 1                      | 4                     | 23                   | 14,4             | 50,36                | 976         | 1987                      |
| 1176            | Bayburt Merkez  | 2.705          | 66.628               | 43.590                     | 2                      | 17                    | 121                  | 24,6             | 65,42                | 945         | 1989                      |
| 1788            | Demirözü        | 594            | 8.848                | 3.593                      | 2                      | 7                     | 26                   | 14,9             | 40,61                | 968         | 1987                      |
| PROVINZ Bayburt | PROVINZ Bayburt | 3.746          | 81.910               |                            | 5                      | 28                    | 170                  | 21,9             | 61,56                | 950         |                           |

Neben den drei Kreisstädten existieren noch zwei weitere Städte (Gökçedere im Landkreis Demirözü mit 2.299 und Arpalı im zentralen Landkreis Bayburt mit 2.268 Einwohnern) sowie 170 Dörfer, von denen das größte (Konursu) 1.185 Einwohner zählt. Die Durchschnittsbevölkerung pro Dorf liegt bei 156 Einwohnern.

## Bevölkerung
Zum Zensus 2011 betrug das Durchschnittsalter in der Provinz 27,1 Jahre (Landesdurchschnitt: 29,6), wobei die weibliche Bevölkerung durchschnittlich 3,6 Jahre älter als die männliche war (29,0 – 25,4).

### Jährliche Bevölkerungsentwicklung
Nachfolgende Tabelle zeigt die jährliche Bevölkerungsentwicklung am Jahresende nach der Fortschreibung durch das 2007 eingeführte adressierbare Einwohnerregister (ADNKS). Außerdem sind die Bevölkerungswachstumsrate und das Geschlechterverhältnis (Sex Ratio d. h. Anzahl der Frauen pro 1000 Männer) aufgeführt.

Zum 12. Zensus 1985 maß die Bevölkerung noch 109.260 Einwohner, 1990 betrug sie noch 107.330 und seitdem sank sie unter die 100.000er-Marke.
Der Zensus von 2011 ermittelte 76.859 Einwohner, das sind etwa 20.500 Einwohner weniger als beim Zensus 2000.

| Jahr  | Bevölkerung am Jahresende | Bevölkerung am Jahresende | Bevölkerung am Jahresende | Wachstums- rate der Be- völkerung (in %) | Geschlechter verhältnis (Frauen auf 1000 Männer) | Rang (unter den 81 Provinzen) |
| Jahr  | gesamt                    | männlich                  | weiblich                  | Wachstums- rate der Be- völkerung (in %) | Geschlechter verhältnis (Frauen auf 1000 Männer) | Rang (unter den 81 Provinzen) |
| ----- | ------------------------- | ------------------------- | ------------------------- | ---------------------------------------- | ------------------------------------------------ | ----------------------------- |
| 2020  | 81.910                    | 42.002                    | 39.908                    | −3,46                                    | 950                                              | 81                            |
| 2019  | 84.843                    | 43.006                    | 41.837                    | 3,12                                     | 973                                              | 80                            |
| 2018  | 82.274                    | 41.377                    | 40.897                    | 2,31                                     | 988                                              | 81                            |
| 2017  | 80.417                    | 40.980                    | 39.437                    | −10,80                                   | 962                                              | 81                            |
| 2016  | 90.154                    | 46.182                    | 43.972                    | 14,77                                    | 952                                              | 80                            |
| 2015  | 78.550                    | 39.935                    | 38.615                    | −2,55                                    | 967                                              | 81                            |
| 2014  | 80.607                    | 41.278                    | 39.329                    | 6,59                                     | 953                                              | 81                            |
| 2013  | 75.620                    | 38.678                    | 36.942                    | −0,23                                    | 955                                              | 81                            |
| 2012  | 75.797                    | 39.438                    | 36.359                    | −1,21                                    | 922                                              | 81                            |
| 2011  | 76.724                    | 40.292                    | 36.432                    | 3,11                                     | 904                                              | 81                            |
| 2010  | 74.412                    | 37.879                    | 36.533                    | −0,40                                    | 964                                              | 81                            |
| 2009  | 74.710                    | 38.130                    | 36.580                    | −1,28                                    | 959                                              | 81                            |
| 2008  | 75.675                    | 38.743                    | 36.932                    | −1,22                                    | 953                                              | 81                            |
| 2007  | 76.609                    | 38.952                    | 37.657                    | —                                        | 967                                              | 81                            |
| 20001 | 97.358                    | 49.035                    | 48.323                    |                                          | 985                                              | 81                            |

1 Zensus 2000

### Bevölkerungszahlen der Landkreise
Die Werte von 1990 und 2000 basieren auf den Volkszählungen, die restlichen (2007–2018) sind Bevölkerungsangaben am Jahresende, ermittelt durch die Fortschreibung im 2007 eingeführten Einwohnerregister (ADNKS)
| Landkreis     | 1990    | 2000   | 2007   | 2008   | 2009   | 2010   | 2011   | 2012   | 2013   | 2014   | 2015   | 2016   | 2017   | 2018   | 2019   | 2020   |
| ------------- | ------- | ------ | ------ | ------ | ------ | ------ | ------ | ------ | ------ | ------ | ------ | ------ | ------ | ------ | ------ | ------ |
| Merkez        | 77.930  | 71.267 | 59.839 | 59.611 | 59.126 | 59.002 | 61.610 | 61.354 | 60.980 | 63.848 | 61.551 | 70.900 | 66.228 | 66.633 | 68.771 | 66.628 |
| Aydıntepe     | 16.081  | 12.614 | 7.200  | 7.034  | 6.785  | 6.722  | 6.584  | 6.162  | 6.484  | 7.026  | 8.334  | 8.509  | 6.354  | 6.984  | 6.825  | 6.434  |
| Demirözü      | 13.319  | 13.477 | 9.570  | 9.030  | 8.799  | 8.688  | 8.530  | 8.281  | 8.156  | 9.733  | 8.665  | 10.745 | 7.835  | 8.657  | 9.247  | 8.848  |
| Summe Provinz | 107.330 | 97.358 | 76.609 | 75.675 | 74.710 | 74.412 | 76.724 | 75.797 | 75.620 | 80.607 | 78.550 | 90.154 | 80.417 | 82.274 | 84.843 | 81.910 |